# イケメン戦国◆時をかける恋
『イケメン戦国◆時をかける恋』（イケメンせんごく ときをかけるこい）は、サイバードより2015年6月22日にリリースされたスマートフォン用女性向け恋愛ゲーム。サイバードの提供する「イケメンシリーズ」のゲーム作品のひとつとして展開している。
2016年、オトメイトパーティ2016にてPlayStation Vitaへの移植が発表され、オトメイトより『イケメン戦国◆時をかける恋 新たなる出逢い』のタイトルで2018年3月22日に発売された。「イケメンシリーズ」の家庭用ゲームの展開は、今作が初となる。また、2022年4月28日にはNintendo Switch版が発売された。
2017年4月より舞台が公演。同年7月にアニメ化。

## 登場人物
織田信長
声 - 杉田智和
伊達政宗
声 - 加藤和樹
真田幸村
声 - 細谷佳正→小野賢章（2017年6月より）
豊臣秀吉
声 - 鳥海浩輔
徳川家康
声 - 増田俊樹
明智光秀
声 - 武内駿輔
石田三成
声 - 山谷祥生
武田信玄
声 - 梅原裕一郎
上杉謙信
声 - 三浦祥朗
訳あって女性を突き放す態度をとる。
猿飛佐助
声 - 赤羽根健治
顕如
声 - 新垣樽助
毛利元就
声 - 小西克幸
アニメで初登場。
森蘭丸
声 - 蒼井翔太
PlayStation Vita版で初登場。
今川義元
声 - 八代拓
PlayStation Vita版で初登場。
前田慶次
声 - 沢城千春
第二幕より登場。
直江兼続
声 - 中川晃教
第二幕より登場。
帰蝶
声 - 梶裕貴
第二幕より登場。
千利休
声 - 堂島颯人
イケメン戦国時をかける恋-永縁-から登場。
足利義輝
声 - 山下大輝
イケメン戦国時をかける恋-永縁-から登場。
松永久秀
声 - 坂田将吾
イケメン戦国時をかける恋-永縁-から登場。
黒田官兵衛
声 - 佐藤拓也
イケメン戦国時をかける恋-永縁-から登場。
霧隠才蔵
声 - 小林千晃
イケメン戦国時をかける恋-永縁-から登場。
水崎舞
声 - なし（名前変更可能）
主人公（プレイヤー）。京都を旅行していた最中、突然の雷の影響で開いたワームホールに飲み込まれ、五百年前の戦国時代にタイムスリップしてしまう。

## テレビアニメ
『イケメン戦国◆時をかけるが恋ははじまらない』のタイトルで、2017年7月から9月までTOKYO MXほかにて5分枠のショートアニメとして放送。3Dモデルキャラクタ―となった戦国武将の日常を描くコメディとなる。なおエンドカードの5秒間だけ、日替わり登場人物1名のワンショットで原作同様の頭身となる。
同年11月29日にBlu-ray Discが発売された。

### スタッフ
- 原作 - CYBIRD
- 原作イラスト - 山田シロ
- 監督 - 渡辺誠之
- シリーズ構成 - 岐部昌幸
- キャラクターデザイン - 山中純子
- CGキャラクターデザイン - 中田英輔
- MMDディレクター - ポンポコＰ
- MMDモーション - あず
- キャラクターモデリング - キオ、金子卵黄
- 3Dモデリング - ばね@まじめもでら
- エフェクト - ビームマンP
- 色彩設計 - 加藤里恵
- 2D美術 - 青井孝
- 音響監督 - 吉村尚紀
- 音響効果 - 徳永義明
- 音響制作 - オブジェクト
- 音楽 - いとうけいすけ
- 音楽制作 - 橋本彩子
- アニメーション制作 - トムス・ジーニーズ、トムス・エンタテインメント
- 制作協力 - TMS/V1Studio
- 製作 - イケメン戦国プロジェクト

### 主題歌
「Yes/No」
スター☆コンチェルトによる主題歌。作詞はSAKI、作曲はAYANO。

### 各話リスト
| 話数     | サブタイトル                 | 脚本     | 作画監督 |
| -------- | ---------------------------- | -------- | -------- |
| 第一話   | イケメンスマッシュ           | 岐部昌幸 | 山中純子 |
| 第二話   | イケメン秘密のスケッチ       | 岐部昌幸 | 山中純子 |
| 第三話   | イケメンヘイメーン           | はるか   | 山中純子 |
| 第四話   | イケメン迷惑矢文             | 岐部昌幸 | 山中純子 |
| 第五話   | イケメン天井裏               | はるか   | 山中純子 |
| 第六話   | イケメンは激怒した           | 岐部昌幸 | 山中純子 |
| 第七話   | イケメンビーチ               | はるか   | 山中純子 |
| 第八話   | イケメンパーティーピーポー   | はるか   | 山中純子 |
| 第九話   | イケメン危機一髪！           | はるか   | 山中純子 |
| 第十話   | イケメンサンダー             | 岐部昌幸 | 山中純子 |
| 第十一話 | さよなら、イケメン           | 岐部昌幸 | 山中純子 |
| 第十二話 | 時をかけるが物語は終わらない |          | 山中純子 |

### 放送局
| 放送期間                | 放送時間           | 放送局     | 対象地域 |
| ----------------------- | ------------------ | ---------- | -------- |
| 2017年7月12日 - 9月27日 | 水曜 22:10 - 22:15 | TOKYO MX   | 東京都   |
| 2017年7月15日 - 9月30日 | 土曜 22:25 - 22:30 | サンテレビ | 兵庫県   |

| 配信開始日    | 配信時間         | 配信サイト                                                            | 備考                                                              |
| ------------- | ---------------- | --------------------------------------------------------------------- | ----------------------------------------------------------------- |
| 2017年7月12日 | 水曜 22:10 更新  | Rakuten TV （旧Rakuten SHOWTIME） ニコニコチャンネル ビデオマーケット |                                                                   |
|               | 水曜 22:30 更新  | GYAO!                                                                 | 第1話無料、最新話一週間無料 2017年9月20日から一週間限定で全話無料 |
| 2017年7月13日 | 木曜 0：00 更新  | TSUTAYA TV                                                            |                                                                   |
|               | 金曜 0:30 - 0:35 | AbemaTV 新作TVアニメチャンネル                                        | リピートあり                                                      |
|               | 木曜 10：00 更新 | VIDEX                                                                 |                                                                   |
|               | 木曜12：00更新   | dTV dアニメストア                                                     | dアニメストアは隔々週3話ずつまとめ配信                            |
| 2017年7月20日 | 隔週木曜         | J:COMオンデマンド                                                     | 2話ずつまとめ配信                                                 |
| 2017年8月2日  | 水曜 22:10 更新  | ひかりTV                                                              |                                                                   |

### 映像特典
Blu-ray収録『映像特典 ○○編』。登場キャラが全裸になって視聴者を口説く短編映像。
登場する武将
- 織田信長
- 伊達政宗
- 真田幸村
- 豊臣秀吉
- 徳川家康
- 明智光秀
- 石田三成
- 武田信玄
- 上杉謙信
- 猿飛佐助
- 顕如
- 毛利元就

## CD
| 発売日         | タイトル                           | 収録内容 | 出演                             | 品番             |
| -------------- | ---------------------------------- | --- | -------------------------------- | ---------------- |
| 2016年06月08日 | キャラクターソング&ドラマCD 第一弾 | 1.キャラクタ―ソング「Love Letters」歌：豊臣秀吉 2.キャラクターソング「Love Letters」(instrumental) 3.ミニドラマ「春の陣 presented by 信長～御館様の右腕は誰だ～秀吉V.S.光秀」 4.キャストコメント   | 豊臣秀吉、織田信長、明智光秀     | FFCG-25、FFCG-29 |
| 2016年08月24日 | キャラクターソング&ドラマCD 第二弾 | 1.キャラクタ―ソング「天邪鬼の恋唄」歌：徳川家康 2.キャラクターソング「天邪鬼の恋唄」(instrumental) 3.ミニドラマ「夏の陣 in 無人島～戦国サバイバーズ～家康V.S.政宗V.S.三成」 4.キャストコメント     | 徳川家康、石田三成、伊達政宗     | FFCG-26、FFCG-30 |
| 2016年12月21日 | キャラクターソング&ドラマCD 第三弾 | 1.キャラクタ―ソング「命の灯」歌：武田信玄 2.キャラクターソング「命の灯」(instrumental) 3.ミニドラマ「湯けむりの陣 presented by 信玄～火花散る温泉メンズトーク～幸村V.S.義元」 4.キャストコメント   | 武田信玄、真田幸村、今川義元     | FFCG-27、FFCG-31 |
| 2018年04月25日 | キャラクターソング&ドラマCD 第四弾 | 1.キャラクターソング「恋空に響け」歌：森蘭丸 2.キャラクターソング「恋空に響け」(instrumental) 3.ミニドラマ「木の葉隠れの陣 謙信&佐助V.S.顕如&蘭丸～フリースタイル忍者バトル～」 4.キャストコメント | 森蘭丸、顕如、上杉謙信、猿飛佐助 | FFCG-28、FFCG-32 |
| 2019年12月18日 | 明智光秀 シチュエーションCD        | 1.必ず帰る約束 2.やきもちと甘やかし 3.意地悪のあとは甘いご褒美を 4.夜明けまで抱き合って 5.逃れ得ぬ罠―明智光秀本編幸福エンド13話抜粋 6.キャストコメント                                             | 明智光秀                         | CYRC-20          |
| 2019年12月25日 | 伊達政宗 シチュエーションCD        | 1.賑やかな朝 2.お決まりの『あれ』 3.あの日の記憶 4.生涯の全てをかけて 5.火花と共にはじけたのは―伊達政宗本編共通7話抜粋 6.キャストコメント                                                          | 伊達政宗                         | CYRC-21          |
| 2020年8月26日  | 真田幸村 シチュエーションCD        | 1.天幕での衝突 2.本当の気持ち 3.あの夜の思い出 4.幸せな寝言 5.湖面に揺れる衝動―真田幸村本編幸福11話抜粋 6.キャストコメント                                                                         | 真田幸村                         | CYRC-22          |
| 2020年11月11日 | 毛利元就 シチュエーションCD        | 1.船上からの朝日 2.港町での逢瀬 3.ありのままの体温 4.分かち合うのは 5..初めて解かれた笑み―毛利元就本編共通7話抜粋 6.キャストコメント                                                               | 毛利元就                         | CYRC-23          |
| 2021年6月16日  | 前田慶次 シチュエーションCD        | 1.表裏のある男 2.全力の共闘 3.ひねくれ者の愛し方 4.うつったのは 5.指南に滲む恋心―前田慶次本編4話抜粋 6.キャストコメント                                                                            | 前田慶次                         | CYRC-39          |
| 2021年6月23日  | 豊臣秀吉 シチュエーションCD        | 1.帰るべき場所 2.他の人には見せられない 3.妙薬は熱に溶けて 4.一番甘やかしたい人 5.あらかじめ失われた恋―豊臣秀吉本編8話ご褒美ストーリー プレミア抜粋 6.キャストコメント                             | 豊臣秀吉                         | CYRC-40          |
| 2021年11月24日 | 上杉謙信 シチュエーションCD        | 1.彩にあふれた町で 2.偶然の再会 3.蛍舞う夜に 4.美酒と熱に溺れて 5.その笑みを引き出すのは―上杉謙信本編6話ボーナス抜粋 6.キャストコメント                                                            | 上杉謙信                         | CYRC-42          |

## 漫画
『イケメン戦国〜天下人の女になる気はないか〜』のタイトルで、月刊プリンセス（秋田書店）にて2017年2月号から2018年9月号まで連載。作画は梶山ミカ。全4巻。
コミカライズ第2弾となる『漫画版 イケメン戦国 明智光秀編 〜この男、惚れれば地獄〜』が2020年7月15日から2022年7月20日まで電子書籍配信サイトにて連載された。作画は坂本あきら、構成は蔵人幸明。
- 梶山ミカ（漫画）・CYBIRD（原作）『イケメン戦国〜天下人の女になる気はないか〜』秋田書店〈プリンセス・コミックスDX〉、全4巻
  1. 2017年7月14日発売、ISBN 978-4-253-15410-9
  2. 2017年11月16日発売、ISBN 978-4-253-15411-6
  3. 2018年4月16日発売、ISBN 978-4-253-15412-3
  4. 2018年10月16日発売、ISBN 978-4-253-15413-0
- 坂本あきら（作画）・蔵人幸明（構成）・三本恭子（シナリオ原案）『漫画版 イケメン戦国 明智光秀編 〜この男、惚れれば地獄〜』小学館〈フラワーコミックススペシャル〉、全4巻
  1. 2022年8月26日発売[11]、ISBN 978-4-09-871777-4
  2. 2022年9月26日発売[12]、ISBN 978-4-09-871800-9
  3. 2022年10月26日発売[13]、ISBN 978-4-09-871801-6
  4. 2022年11月25日発売[14]、ISBN 978-4-09-871802-3

## カードゲームアプリ
『イケメン戦国◆ソリティアの乱』のタイトルでソリティアをベースとしたカードゲームを2017年5月9日より配信開始。

## 舞台

### イケメン戦国 THE STAGE

#### 公演日程（イケメン戦国 THE STAGE）
イケメン戦国 THE STAGE〜真田幸村編〜
- 第1弾。博品館劇場にて2017年4月19日から23日まで上演された。
- 脚本・演出：宮城陽亮

イケメン戦国 THE STAGE〜織田軍 VS 海賊 毛利元就編〜
- 第2弾。博品館劇場にて2017年8月30日から9月3日まで上演された。今作より毛利元就が登場した。
- 脚本・演出：宮城陽亮

イケメン戦国 THE STAGE〜織田信長編〜
- 第3弾。シアター1010にて2018年4月5日から9日まで上演された。今作より森蘭丸と今川義元が登場し、エンディング分岐により「情熱ルート」もしくは「幸福ルート」の異なるストーリーで上演される。
- 脚本・演出：宮城陽亮

イケメン戦国 THE STAGE〜上杉謙信編〜
- 第4弾。池袋サンシャイン劇場にて2019年2月21日から2月24日まで上演。第3弾に続き、「幸福ルート」と「情熱ルート」2パターンによるマルチエンディングでの上演。
- 脚本・演出：宮城陽亮

イケメン戦国 THE STAGE 番外編〜はじまりの物語〜
- 第5弾。博品館劇場にて2019年12月26日から30日まで上演。主人公・舞がタイムスリップする4年前のストーリー、本編へとつながる前日譚。「鬼と魔エンド」「龍と虎エンド」の2パターンエンディングあり。
- 今作より帰蝶が登場した。
- 脚本・演出：伊藤マサミ

イケメン戦国 THE STAGE〜明智光秀編〜
- 第6弾。EX THEATER ROPPONGIにて2020年9月4日から9月9日まで上演。第4弾に続き、「幸福ルート」と「情熱ルート」2パターンによるマルチエンディングでの上演。
- アプリ内では登場しない帰蝶が登場。
- 脚本・演出：伊勢直弘

イケメン戦国 THE STAGE〜連合軍VS“戦乱の亡者”雑賀孫一編〜
- 雑賀孫一（演 - 谷口賢志）が登場する舞台版オリジナルストーリー。
- COVID-19によりヒューリックホール東京での2021年8月19日から23日までの全公演の上演は中止となった。
- 脚本・演出：伊藤マサミ

イケメン戦国 THE STAGE スペシャル 初夢！～ようこそ！くらぶ乱世へ～
- 第7弾。シアター1010にて2022年1月14日から16日まで上演。5周年を記念し、2018年に配信されたキャンペーン「ようこそ！くらぶ乱世へ」をもとに制作されたスペシャル公演である。ショーの一部が異なる「お年玉バージョン」と「お節バージョン」の2パターン上演された。
- 脚本・演出：伊勢直弘

イケメン戦国 THE STAGE～連合軍VS“戦乱の亡者”雑賀孫一編～
- 第8弾。ヒューリックホール東京にて2022年8月18日から23日まで上演。“豪炎ルート”と“激流ルート”の2パターン上演された。当初は2021年に上演される予定だったが、中止となっていた。
- 声の出演として鈴木重秀役を声優・東地宏樹が担当している。
- 脚本・演出：伊藤マサミ

イケメン戦国 THE STAGE～猿飛佐助編～
- 第9弾。渋谷区文化総合センター大和田 さくらホールにて2022年11月12日から15日まで上演された。
- 脚本・演出：米山和仁

イケメン戦国THE STAGE～帰蝶編～
- 第10弾。渋谷区文化総合センター大和田 伝承ホールにて2023年4月21日から24日まで上演。
- 脚本・演出：宮城陽亮

イケメン戦国 THE STAGE ～FINAL～
- 第11弾。シアター1010にて2024年8月8日から12日まで上演された。
- 脚本・演出：宮城陽亮

#### キャスト（イケメン戦国 THE STAGE）
※記載がないものは出演がない公演
|          | 真田幸村編     | 織田軍 VS “海賊”毛利元就編 | 織田信長編                                  | 上杉謙信編     | 番外編         | 明智光秀編     | 連合軍VS”戦乱の亡者” 雑賀孫一編（公演中止） | スペシャル             | 連合軍VS”戦乱の亡者” 雑賀孫一編 | 猿飛佐助編     | 帰蝶編         | FINAL          |
| -------- | -------------- | -------------------------- | ------------------------------------------- | -------------- | -------------- | -------------- | ------------------------------------------- | ---------------------- | ------------------------------- | -------------- | -------------- | -------------- |
| 織田信長 | 小笠原健       | 小笠原健                   | 小笠原健                                    | 小笠原健       | 小笠原健       | 小笠原健       | 小笠原健                                    | 小笠原健               | 小笠原健                        | 小笠原健       | 小笠原健       | 小笠原健       |
| 伊達政宗 | 川隅美慎       | 米原幸佑                   | 米原幸佑                                    | 米原幸佑       | 松村優         | 米原幸佑       | 米原幸佑                                    | 米原幸佑               | 米原幸佑                        | 米原幸佑       | 米原幸佑       | 松村優         |
| 真田幸村 | 小沼将太       | －                         | 荒一陽                                      | 荒一陽         | 荒一陽         | 荒一陽         | 小沼将太                                    | －                     | 小沼将太                        | 小沼将太       | 小沼将太       | 小沼将太       |
| 豊臣秀吉 | 緑川睦         | 緑川睦                     | 緑川睦（情熱ルート） 滝川広大（幸福ルート） | 滝川広大       | 滝川広大       | 滝川広大       | 滝川広大                                    | 滝川広大               | 滝川広大                        | 滝川広大       | 滝川広大       | 稲葉光         |
| 徳川家康 | 杉山真宏       | 杉山真宏                   | 杉山真宏                                    | 木原瑠生       | 木原瑠生       | 佐藤信長       | 前嶋曜                                      | 前嶋曜                 | 前嶋曜                          | 前嶋曜         | 前嶋曜         | 小川優         |
| 明智光秀 | 瀬戸祐介       | 橋本全一                   | 橋本全一                                    | 瑛             | 橋本全一       | 橋本全一       | 橋本全一                                    | 橋本全一               | 橋本全一                        | 橋本全一       | 橋本全一       | 橋本全一       |
| 石田三成 | 天野眞隆       | 天野眞隆                   | 天野眞隆                                    | 天野眞隆       | 天野眞隆       | 天野眞隆       | 天野眞隆                                    | 天野眞隆               | 天野眞隆                        | 天野眞隆       | 天野眞隆       | 天野眞隆       |
| 武田信玄 | 上田堪大       | －                         | 横山真史                                    | 横山真史       | 横山真史       | 横山真史       | 横山真史                                    | 横山真史               | 鮎川太陽                        | 室たつき       | 室たつき       | 室たつき       |
| 上杉謙信 | 橘龍丸         | －                         | 橘龍丸                                      | 橘龍丸         | 橘龍丸         | 橘龍丸         | 橘龍丸                                      | 橘龍丸（1/16のみ出演） | 橘龍丸                          | 橘龍丸         | －             | 橘龍丸         |
| 猿飛佐助 | 早乙女じょうじ | 早乙女じょうじ             | 早乙女じょうじ                              | 早乙女じょうじ | 早乙女じょうじ | 早乙女じょうじ | 早乙女じょうじ                              | 早乙女じょうじ         | 早乙女じょうじ（音声のみ）      | 早乙女じょうじ | 早乙女じょうじ | 早乙女じょうじ |
| 顕如     | 鷹松宏一       | 鷹松宏一                   | 鷹松宏一                                    | 高橋駿一       | 中村誠治郎     | 中村誠治郎     | 中村誠治郎                                  | －                     | 高橋駿一                        | 中村誠治郎     | 高橋駿一       | 高橋駿一       |
| 毛利元就 | －             | 原嶋元久                   | 原嶋元久                                    | －             | －             | 原嶋元久       | －                                          | 原嶋元久               | －                              | 原嶋元久       | 原嶋元久       | 原嶋元久       |
| 森蘭丸   | －             | －                         | 星元裕月                                    | 星元裕月       | 星元裕月       | 星元裕月       | 星元裕月                                    | 星元裕月（声のみ出演） | 星元裕月                        | 星元裕月       | －             | －             |
| 今川義元 | －             | －                         | 竹石悟朗                                    | 竹石悟朗       | 竹石悟朗       | 竹石悟朗       | 竹石悟朗                                    | 竹石悟朗               | 竹石悟朗                        | 竹石悟朗       | 竹石悟朗       | 竹石悟朗       |
| 前田慶次 | －             | －                         | －                                          | －             | －             | －             | 工藤大夢                                    | 工藤大夢               | 工藤大夢                        | －             | 工藤大夢       | ー             |
| 直江兼続 | －             | －                         | －                                          | －             | －             | －             | 健人                                        | 健人                   | 健人                            | －             | －             | ー             |
| 帰蝶     | －             | －                         | －                                          | －             | 秋沢健太朗     | 秋沢健太朗     | 秋沢健太朗                                  | 秋沢健太朗             | 秋沢健太朗                      | －             | 秋沢健太朗     | ー             |
| 足利義昭 | －             | －                         | －                                          | －             | －             | 土井一海       | 竹ノ内景樹                                  | 竹ノ内景樹             | 竹ノ内景樹                      | －             | －             | －             |
| 水崎舞   | 早乃香織       | 早乃香織                   | 早乃香織                                    | 早乃香織       | －             | 斉藤瑞季       | －                                          | －                     | －                              | 古賀成美       | 古賀成美       | ー             |

#### スタッフ（イケメン戦国 THE STAGE）
- 原作 - CYBIRD「イケメン戦国◆時をかける恋」
- 原作イラスト - 山田シロ
- 総合プロデューサー - 黒谷通生
- 企画・制作 - レジェンドステージ
- 主催 - イケメン戦国 THE STAGE 製作委員会
- 主題歌 - 第3弾：『きっと感じてた』（歌 - 藤田麻衣子）※Vita版主題歌のアレンジバージョン[17]。

### イケメンシリーズ THE STAGE

#### 公演日程（イケメンシリーズ THE STAGE）
イケメンシリーズ THE STAGE ～世界を駆けて、祝祭を～
- イケメンシリーズの舞台作品のクロスオーバー作品。シアター1010にて2022年9月24日から28日まで上演された。

#### キャスト（イケメンシリーズ THE STAGE）
イケメン戦国 THE STAGEからは、以下の3名が登場。
- 織田信長 - 小笠原健
- 明智光秀 - 橋本全一
- 猿飛佐助 - 早乙女じょうじ

#### スタッフ（イケメンシリーズ THE STAGE）
- 原作/脚本監修 - CYBIRD
- 脚本 - 伊勢直弘・早川康介
- 演出 - 早川康介
- 主催 - 「イケメンシリーズ THE STAGE ～世界を駆けて、祝祭を～」製作委員会
- 制作 - ABC&SET

## ラジオ
『イケメン戦国生ラジオ 〜今夜は朝まで離さない〜』は、2015年9月18日からニコニコ生放送イケメンチャンネルにて配信しているラジオ番組。2018年9月までは毎月1回の定期配信だったが、2018年10月以降は不定期への配信へと変更。パーソナリティは主に伊達政宗役の加藤和樹と猿飛佐助役の赤羽根健治が務める。
『イケメン戦国ガチらじお 〜今夜は聴くまで離さない〜』は、2018年10月18日から2019年6月28日までラジオ大阪にて毎週金曜（木曜深夜）0時30分から1時に放送していたラジオ番組。本放送終了後はニコニコ動画イケメンチャンネル、YouTubeイケメンシリーズ Official Channel、ラジオクラウドでアーカイブ配信している。パーソナリティは加藤和樹と赤羽根健治。

## コラボレーション
地方コラボ
登場人物ゆかりの地として長良川温泉（岐阜県）、舘山寺温泉（静岡県）、石和温泉（山梨県）の各温泉で温泉旅と称したツアーを実施。また京都市ではスタンプラリーも実施されている。